# Stuttgart Indoor 1981
Lo Stuttgart Indoor 1981 è stato un torneo di tennis giocato sul cemento indoor. È stata la 3ª edizione dello Stuttgart Indoor, che fa parte del Volvo Grand Prix 1981. Si è giocato a Stoccarda in Germania, dal 23 al 29 marzo 1981.

## Campioni

### Singolare
Ivan Lendl ha battuto in finale  Chris Lewis con il punteggio di 6–3 6–0 6–7 6–3

### Doppio
Buster Mottram /  Nick Saviano hanno battuto in finale  Craig Edwards /  Eddie Edwards con il punteggio di 3–6, 6–1, 6–2